# Chan Chung Wang
Chan Chung Wang (tên tiếng Trung: 陳仲泓, sinh ngày 10 tháng 6 năm 1991) là một vận động viên điền kinh người Hồng Kông. Anh đã được bầu chọn là vận động viên nam xuất sắc nhất tại Hồng Kông vào năm 2019. Chan đã tham gia Thế vận hội Mùa hè năm 2020 tại Tokyo trong môn nhảy vượt rào 110 mét nam.